# Martinovka
Martinovka je zagrebačko gradsko naselje (kvart) u centralnom dijelu grada, sjeverno od rijeke Save. Smješten je između Koturaške ceste i Glavnog kolodvora na sjeveru, Strojarske ceste na istoku, Ulice grada Vukovara na jugu, te Savske ulice na zapadu. Nalazi se u sastavu gradske četvrti Trnje i zauzima površinu od 89,11 hektara s 3697 stanovnika.
U Martinovki se nalaze mnoge institucije i tržnice poput Ministarstva regionalnoga razvoja i fondova Europske unije, Pučkog otvorenog učilišta, Fakulteta elektrotehnike i računarstva, zagrebačke Gradske uprave i Importanne Centra. U njemu su smješteni i parkovi poput Parka Martinovka, Parka Stjepana Srkulja, Parka Adolfa Mošinskog te Parka 11. studenog.